# Insigne de combat de la flotte de haute mer
Flottenkriegsabzeichen
L'insigne de combat de la flotte de haute mer, (en allemand, Flottenkriegsabzeichen), est une décoration militaire allemande du Troisième Reich. Elle fut créée le 30 avril 1941 pour récompenser les marins ayant combattu contre la Royal Navy lors d'actions en haute mer.

## Historique
L’insigne est institué le 30 avril 1941 afin de récompenser les marins servant à bord des navires capitaux de la Kriegsmarine, qu’il s’agisse de croiseurs lourds comme la classe Deutschland ou de cuirassés, comme la classe Bismark. Plusieurs propositions sur la forme de l’insigne sont faites à l’amiral Raeder, qui sélectionne celle d’Adolf Bock.

## Description

### Insigne
L’insigne est de forme ovale et mesure 57 mm de haut, 44 mm de large pour une masse d’environ 34 g,. Elle représente, vu de face, un croiseur de la classe Scharnhorst fendant les flots. La scène est entourée d’une couronne de feuilles de chêne dorée et coiffée du Reichsadler tenant la croix gammée dans ses serres. Une épingle verticale est fixée au revers, qui est légèrement concave de sorte à faire ressortir le navire vers l’avant de l’insigne. En plus de la marque du fabricant, certains exemplaires portent la signature du concepteur sous la forme de l’inscription « FEC. ADOLF BOCK ».
L’insigne est initialement fabriqué par matriçage en tombac, avec des finitions de qualité comme la dorure au mercure de la couronne et le bleuissage du navire. Par la suite, en raison des mesures d’économie imposées par le prolongement de la guerre, l’insigne est fabriqué en zinc avec un simple lavis doré sur la couronne. De même, en fin de production l’épingle d’origine à extrémités fines et centre épais laisse la place à une épingle plus simple de type aiguille.

### Emballage et accessoires
L’insigne est remis initialement dans une boîte rigide bleu foncé dont la garniture intérieure est bleu clair. Ultérieurement, alors que l’évolution du conflit impose des mesures d’économie, l’insigne est placé dans une boîte en carton voire dans une simple enveloppe. Alors que la boîte rigide ne porte aucune inscription, la boîte en carton et l’enveloppe sont imprimées avec le nom de l’insigne.
La remise de l’insigne est certifiée par un brevet indiquant le grade et le nom du récipiendaire, le navire sur lequel il sert, le nom de l’insigne remis et la date de remise.

## Attribution
Les critères établis le 30 avril 1941 imposent un minimum de douze semaines de mission en haute mer. Un système complémentaire de points à convertir en semaines de mission est mis en place en octobre afin de prendre en compte les accomplissements passés des vétérans. Celui-ci identifie sept types de tâches valant un nombre prédéterminé de points, chaque point équivalent à une semaine. Les actions mineures ou peu risquées, à savoir avoir effectué une opération complète de dragage de mines, avoir traversé la mer du Nord sur un croiseur ou avoir participé à l’attaque de la Norvège l’année précédente valent chacune un point. Les actions importantes, à savoir avoir échangé des tirs avec la défense côtière adverse, avoir repoussé avec succès une attaque aérienne majeure ainsi qu’avoir combattu pendant l’attaque de la Norvège, valent quatre points. Enfin être parvenu à ramener au port un navire endommagé par des tirs adverses vaut deux points.
Par ailleurs, l’insigne peut-être remis directement sans tenir compte du temps de mission aux marins blessés au combat ou ayant participé à une action navale victorieuse.

## Port
L'insigne devait être porté sur la poche gauche ou, sur la veste, à hauteur de la deuxième rangée de boutons en partant du haut. Si le récipiendaire dispose aussi de la croix de fer de première classe, l’insigne se porte sous et à droite de celle-ci.

### Liste des fabricants
| Fabricant            | Marque | Dates de fabrication                      | Caractéristiques distinctives |
| -------------------- | --- | ----------------------------------------- | --- |
| Bacqueville          | Pas de marque | Deuxième quart 1941 au premier quart 1944 | Couronne de feuilles de chêne et aigle différents de tous les autres modèles, épingle horizontale, relief de la scène de l’avers visible en négatif au revers |
| Friedrich Orth       | Inscription « fΩ ». | Début 1944 au premier quart 1945          | Finition du navire argenteé |
| Schwerin & Sohn      | Grande variété d’inscriptions comportant généralement « SCHWERIN BERLIN » parfois suivi du chiffre 68 ou précédé de la mention AUSF.. | Deuxième quart 1941 au premier quart 1943 | |
| Richard Simm & Söhne | Inscription R.S.&S. ou R.S.S.. | Début 1942 à mi-1944                      | Bordure marquée de la poitrine de l’aigle, points saillants aux extrémités de la passerelle supérieure                                                        |
| Rudolf Souval        | Initiales R.S. | Deuxième quart 1942 à mi-1944             | Serres de l’aigle allongées |